# Dvärgmal
Dvärgmal (Ameiurus nebulosus) är en art i fiskfamiljen dvärgmalar som ursprungligen kommer från Nordamerika, men som tidigt inplanterades i Europa.

## Utseende
Dvärgmalen är grönbrun till gulbrun med mörkare tecken på ovansidan, och blekgul på undersidan. Huvudet har 8 skäggtömmar, två par på hakan, ett par ovanpå nosen och en på vardera kinden. Fisken har fettfena. Längden är i regel mellan 20 och 35 cm och vikten omkring 2 kg. Exemplar på 57 cm längd och 2,7 kg vikt har dock påträffats.

## Vanor
Fisken tål syrefattigt, förorenat och surt vatten samt temperaturer upp till 37°C. Den föredrar dammar och vattendrag med lugnt vatten och dyig botten, men kan även leva i brackvatten. Arten livnär sig framför allt på ryggradslösa djur som insekter, maskar, kräftdjur, blötdjur och plankton (även växter), men också fiskar och fiskrom. Ungarna tar främst insektslarver och mindre, ryggradslösa djur.

### Fortplantning
Fisken leker under juni till juli vid en vattentemperatur på mellan 18 och 20°C. Båda könen bygger en bohåla på grunt vatten, där honan lägger mellan 500 och 3 000 ägg. Både äggen och ynglen, som kläcks efter omkring en vecka, vaktas av hanen.
Arten kan bli åtminstone 9 år gammal.

## Kommersiell användning
Arten används som akvariefisk, och är även föremål för ett visst fiske, främst på krok. Den anses ha gott kött. Den är även föremål för sportfiske i USA.

## Utbredning
Dvärgmalens ursprungliga förekomst är i Nordamerika från södra Kanada till södra USA. I USA fanns den från början endast i den östra delen, men har senare blivit inplanterad till de flesta delar av nationen. Den har också blivit inplanterad i många länder, och finns i Chile, Puerto Rico, Kina, Nya Zeeland, Iran och Turkiet. I Europa finns den i större delen av Syd-, Mellan- och Östeuropa. De skandinaviska förekomsterna är i Norge (inplanterad 1890), Danmark och södra Finland. I Finland inplanterades den relativt sent, på 1920-talet, men har nu etablerat sig och finns i sjöar och floder i södra delen av landet.